# Thomas Marschler
Thomas Marschler (Düsseldorf, 21 ottobre 1969) è un presbitero e teologo tedesco della Chiesa cattolica.
È stato docente di dogmatica presso la Facoltà teologica dell'Università di Augusta.

## Biografia
Dopo aver studiato teologia cattolica, filosofia e storia a Bonn e Monaco di Baviera dal 1989 al 1994, nel 1996 ha ricevuto l'ordinazione sacerdotale dall'arcivescovo di Colonia, il cardinale Joachim Meisner. Nel 2003 ha conseguito il dottorato in teologia presso Karl-Heinz Menke all'Università di Bonn e nel 2005 il dottorato in filosofia presso l'Università di Flensburg. Nel 2007 ha conseguito l'abilitazione all'insegnamento universitario sotto la supervisione di Wendelin Knoch presso la Facoltà di Teologia cattolica dell'Università della Ruhr a Bochum. Dall'agosto 2007, Marschler è professore universitario di dogmatica all'Università di Augusta, dove è succeduto ad Anton Ziegenaus. Dal 2014, insieme a Thomas Schärtl, pubblica gli Studien zur systematischen Theologie, Ethik und Philosophie (STEP). 
Oltre a dedicarsi alla teologia sistematica, svolge ricerche sulla storia della teologia barocca.
Ritiene che Tommaso d'Aquino sia un "maestro universale" che ha plasmato la teologia cattolica e che sia indispensabile per comprendere Yves Congar e Karl Rahner.

## Pubblicazioni
Come autore
- Auferstehung und Himmelfahrt Christi in der scholastischen Theologie bis zu Thomas von Aquin (= BGPhMA NF 64 1/2). Aschendorff, Münster 2003, ISBN 3-402-04017-4.
- Kirchenrecht im Bannkreis Carl Schmitts: Hans Barion vor und nach 1945. nova et vetera: Bonn 2004, ISBN 3-936741-21-2.
- Die spekulative Trinitätslehre des Francisco Suárez S.J. in ihrem philosophisch-theologischen Kontext (= BGPhMA NF 71). Aschendorff, Münster 2007, ISBN 3-402-10281-1.
- Ich glaube. Die Spiritualität des Credo. Sankt Ulrich-Verlag, Augsburg 2009, ISBN 978-3-86744-101-8.
- Karl Eschweiler (1886–1936). Theologische Erkenntnislehre und nationalsozialistische Ideologie (= Quellen und Studien zur neueren Theologiegeschichte 9). Pustet, Regensburg 2011, ISBN 978-3-7917-2320-4.
- Für viele. Eine Studie zu Übersetzung und Interpretation des liturgischen Kelchwortes. nova et vetera, Bonn 2013, ISBN 978-3-936741-73-5.
- Praelati et praedicatores. Albertus Magnus über das kirchliche Leitungs- und Verkündigungsamt (= Lectio Albertina 16), Münster 2015, ISBN 978-3402111970.

Come curatore:
- mcon Christoph Ohly: Spes nostra firma. Festschrift für Joachim Kardinal Meisner zum 75. Geburtstag. Aschendorff, Münster 2009, ISBN 978-3-402-00437-1.
- Karl Eschweiler: Die katholische Theologie im Zeitalter des deutschen Idealismus. Die Bonner theologischen Qualifikationsschriften von 1921/22. Aus dem Nachlass herausgegeben und mit einer Einleitung versehen von Thomas Marschler. Monsenstein und Vannerdat, Münster 2010, ISBN 978-3-86991-180-9.
- con Thomas Schärtl: Dogmatik heute. Bestandsaufnahme und Perspektiven. Pustet, Regensburg 2014, ISBN 978-3-7917-2582-6.
- con Thomas Schärtl: Eigenschaften Gottes. Ein Gespräch zwischen systematischer Theologie und analytischer Philosophie (= STEP 6), Münster 2016, ISBN 9783402118962.
- con Klaus von Stosch: Verlorene Strahlkraft. Welches Glaubenszeugnis heute gefragt ist. Freiburg 2018, ISBN 978-3451380464.
- con Thomas Schärtl: Herausforderungen und Modifikationen des klassischen Theismus. Band 1: Trinität (= STEP 16/1), Münster 2019, ISBN 978-3402118207.
- (DE)  Thomas Marschler (2002). "Gérard d'Abbeville (Gerardus de Abbatisvilla)", in Bautz, Traugott (ed.). Biographisch-Bibliographisches Kirchenlexikon (BBKL). Vol. 20. Nordhausen: Bautz. cols. 625–631. ISBN 3-88309-091-3.